# Keith Butler
Keith Stanley Butler (* 2. September 1938 in London; † 13. März 2019 ebenda) war ein englischer Radrennfahrer und späterer Radsportfunktionär.

## Sportliche Laufbahn
Als Amateur gewann Keith Butler 1961 und 1963 Etappen des Milk Race. 1963 wurde er zudem mit der Mannschaft seines Vereins, des „Norwood Paragon Cycling Clubs“, Britischer Meister im Mannschaftszeitfahren. 1961 wurde er Vierter der CSSR-Rundfahrt. Er arbeitete in seiner Amateurzeit als Angestellter in London.
1964 wurde Butler Profi im Radsportteam Bertin-Porter und gewann die britische Meisterschaft im Straßenrennen; 1965 belegte er den dritten Platz. Bis 1967 startete er für verschiedene Profi-Mannschaften aus Deutschland, Belgien, Frankreich und Großbritannien. 1965 fuhr er als Wasserträger in der Mannschaft von Tom Simpson sowie kurz in der von Jacques Anquetil. Er startete 1965 im spanischen Lasarte bei den Straßenweltmeisterschaften für die britische Nationalmannschaft und beendete das Rennen auf dem Platz 51.
Keith Butler initiierte 1974 die Gründung der Surrey Cycle Racing League, die jährlich rund 170 Straßenrennen in Südengland organisiert. Er war Betreuer des britischen Nationalteams sowie von Profi-Teams auf dem Kontinent.

## Ehrungen
2009 wurde Butler in die British Cycling Hall of Fame aufgenommen. 

## Familiäres
Sein Vater Stan nahm an den Straßenrennen bei den Olympischen Spielen 1932 in Los Angeles teil und belegte im Einzelrennen den vierten Platz. Sein Sohn Gethin war in den 1990er Jahren ein erfolgreicher Amateur-Rennfahrer.